# Alliance de la gauche européenne pour les peuples et la planète
L'Alliance de la gauche européenne pour les peuples et la planète (abrégé en ELA) est un parti politique européen de gauche.

## Histoire
L'Alliance de la gauche européenne pour les peuples et la planète a été fondée par 7 partis européens : L'Alliance rouge-verte du Danemark, le Bloc de gauche du Portugal, La France Insoumise (LFI), le Parti de gauche de Suède, l'Alliance de gauche de Finlande, La Gauche ensemble de Pologne et Podemos d'Espagne.

### Origines
Mis à part La Gauche ensemble, ces partis fondateurs sont tous membre du mouvement Maintenant le peuple (MLP) lancé en 2018. L'Alliance rouge-verte, LFI, le Bloc de gauche et l'Alliance de gauche étaient d'autre part membres du Parti de la gauche européenne (PGE) jusqu'à la fondation de l'Alliance.
Les raisons de sa création se trouvent derrière les divergences au sein du PGE sur la question de la guerre en Ukraine et les tensions issues de la surreprésentation des partis communistes dans les organes décisionnaire du parti,,,.
En amont des élections européennes de juin 2024, ces tensions se sont exacerbées. Le 16 février 2024, en marge de la conférence de MLP à Copenhague, la majorité des membres du mouvement se sont accordé pour quitter le PGE et créer un nouveau parti européen après les élections,,.

### Fondation
Le 29 aout 2024, l'Alliance de la gauche européenne pour les peuples et la planète demande son admission en tant que parti politique européen auprès de l’Autorité pour les partis politiques européens et les fondations politiques européennes. Le 27 septembre 2024, l'Alliance est officiellement admise en tant que parti politique européen, ce qui lui permet d'accéder aux aux fonds de l’Union Européenne pour mener ses activités politique,,,.
Forte de 18 députés européens à la suite des élections européennes, l'Alliance de la gauche européenne est le principal parti politique du Groupe de la gauche au parlement européen, devant le Parti de la gauche européenne et ses 16 députés. Malgré ses divergences avec le PGE, l'Alliance n'a pas l'intention de quitter leur groupe parlementaire commun.

### Congrès fondateur
Le congrès fondateur de l’Alliance est organisé du 13 au 14 juin 2025 à Porto. Lors du congrès, les 7 membres fondateurs sont rejoint par deux nouveaux membres associés, le parti basque Euskal Herria Bildu et le Parti socialiste de gauche norvégien. Sont également présent d'autres partis de gauche européens, comme Die Linke, Sinistra Italiana, Dei Lenk, Mozemo, Budoucnost (en) et Demos (en), qui auraient été approchés pour rejoindre l'Alliance. Celle-ci nourrit en effet l'ambition de s'élargir, notamment en accueillant de nouveaux partis d'Europe centrale et de l'est,,,.
L'Alliance de la gauche européenne annonce aussi lors du congrès la création d'une fondation européenne tournée vers la réflexion intellectuelle et programmatique, et le lancement d'une Initiative citoyenne européenne visant à suspendre l'accord d'association entre l'UE et Israël,.

## Idéologie
L'alliance se présente comme un rassemblement de partis de gauche écologistes et féministes en opposition avec le néolibéralisme et l'extrême droite. Son programme, qui ne diffère pas beaucoup de celui du PGE, met en avant le progrès et l'égalité sociale, les droits des travailleurs, des femmes et des LGBT, la solidarité, la paix, et l'écologie,,,.
L’Alliance affiche un soutien plus marqué que le PGE à l’Ukraine, mais certaines divergences subsistent en son sein. Les partis membres nordiques et polonais sont fortement favorable à l’envoi d’une aide militaire à l’Ukraine tandis que Podemos s’y est toujours opposé,.

## Partis membres
Membres fondateurs à part entière
| Pays     | Parti                       | Chambre basse | Chambre haute | Parlement européen |
| -------- | --------------------------- | ------------- | ------------- | ------------------ |
| France   | La France insoumise (LFI)   | 71 / 577      | 0 / 348       | 9 / 81             |
| Finlande | Alliance de gauche (Vas/Vf) | 11 / 200      | -             | 3 / 15             |
| Suède    | Parti de gauche (V)         | 24 / 349      | -             | 2 / 21             |
| Espagne  | Podemos                     | 4 / 350       | 0 / 264       | 2 / 61             |
| Danemark | Alliance rouge-verte (Ø)    | 9 / 179       | -             | 1 / 15             |
| Portugal | Bloc de gauche (BE)         | 1 / 230       | -             | 1 / 21             |
| Pologne  | La Gauche ensemble          | 7 / 460       | 0 / 100       | 0 / 53             |
| Total    | Total                       | Total         | Total         | 18 / 720           |

Membres associés (depuis le 13 Juin 2025)
| Pays    | Parti                           | Chambre basse | Chambre haute | Parlement européen |
| ------- | ------------------------------- | ------------- | ------------- | ------------------ |
| Espagne | Euskal Herria Bildu (EH Bildu)  | 6 / 350       | 0 / 264       | 1 / 61             |
| Norvège | Parti socialiste de gauche (SV) | 13 / 169      | -             | Hors de l'UE       |
| Total   | Total                           | Total         | Total         | 1 / 720            |

## Représentation au sein des institutions européennes
| Organisation        | Institution                                        | Nombre de sièges |
| ------------------- | -------------------------------------------------- | ---------------- |
| Union européenne    | Parlement européen                                 | 18 / 720         |
| Union européenne    | Commission européenne                              | 0 / 27           |
| Union européenne    | Conseil européen (chefs d'État ou de gouvernement) | 0 / 27           |
| Union européenne    | Conseil de l'UE (ministres)                        |                  |
| Union européenne    | Comité européen des régions                        | 0 / 329          |
| Conseil de l'Europe | Assemblée parlementaire (dans le groupe GUE)       | 6 / 612          |